# Ťažký vodopád
Ťažký vodopád (před rokem 2006 známý pod jménem Český vodopád) je ledovcový puklinový vodopád ve Vysokých Tatrách v okrese Poprad na severním Slovensku.

## Charakteristika
Nachází se v Ťažké dolině a jeho podloží je tvořené granodiority. Vodopád vytváří Ťažký potok, který je nad ním v nadmořské výšce 1615 m široký 1,5 m. Je vysoký přibližně 10 m.

## Přístup
Vodopád je přístupný pěšky pouze s horským vůdcem v rámci výstupů do sedla Váha a na okolní štíty. Z Javoriny trvá výstup k vodopádu 4,5 hodiny.